# 有明コロシアム
有明コロシアム（ありあけコロシアム）は、東京都江東区有明二丁目にある東京都生活文化スポーツ局が所管するスタジアム。有明テニスの森公園の敷地内にあり、同施設のセンターコートである。

## 施設概要
- 設計：東京都港湾局建築モード研究所
- 観客席：10,000席
  - 1階：3,892席
  - 2階：3,824席
  - 3階：1,936席
  - 貴賓席：220席
  - 記者席：128席
- アリーナ：全天候型テニスコート（セミハードコート1面・1,153.1m2）

## 歴史
東京都大田区田園調布二丁目にある田園テニス倶楽部のメインスタジアムとして1936年に開場した田園コロシアムが老朽化し、周辺が市街化していて拡張も困難なことから、東京港の埋立地である有明にあった東雲ゴルフ場跡地の一部を利用して、国際大会も開催可能なテニスコートを東京都が新設することとなり、1983年5月に有明テニスの森公園が開園し、1987年4月に有明コロシアムが開場した。
開場当初は屋根なしだったが、1991年4月にスライド式開閉屋根が取り付けられ、日本初の開閉屋根を備えるスタジアムとなった。杮落としは米米CLUBのコンサートツアー「ANTI SHARISHARISM」の東京公演で、この年は当地で尾崎豊がコンサートを行い、2日間で2万人を動員した。
2017年10月から2020年3月にかけて、2020年東京オリンピック・パラリンピックに向け、老朽化設備やバリアフリー化への改修工事のために休館、その後は一時開館したが、2022年3月22日に再開館した。

## 使用状況

### テニス競技場として

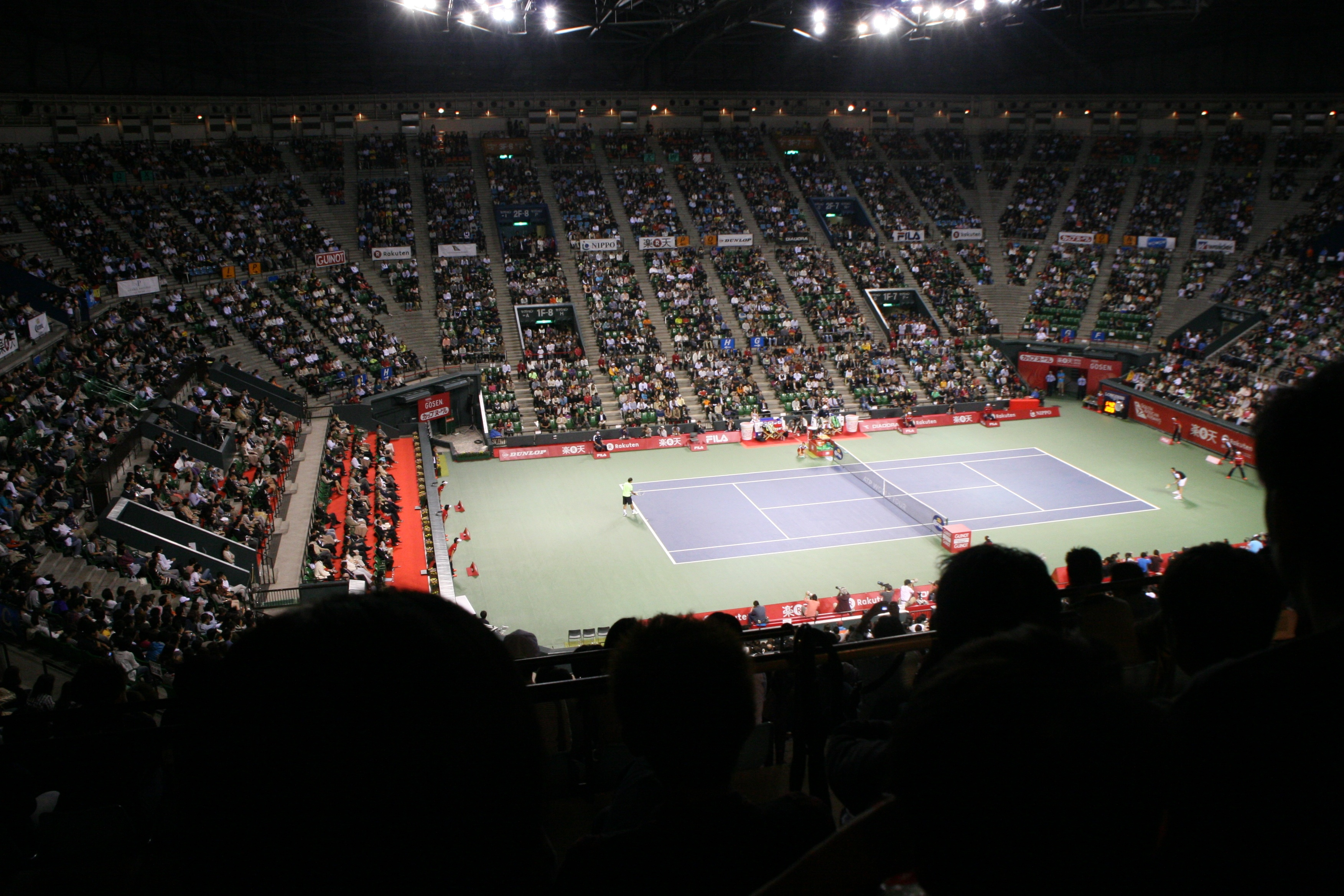
2010年ジャパンオープン。

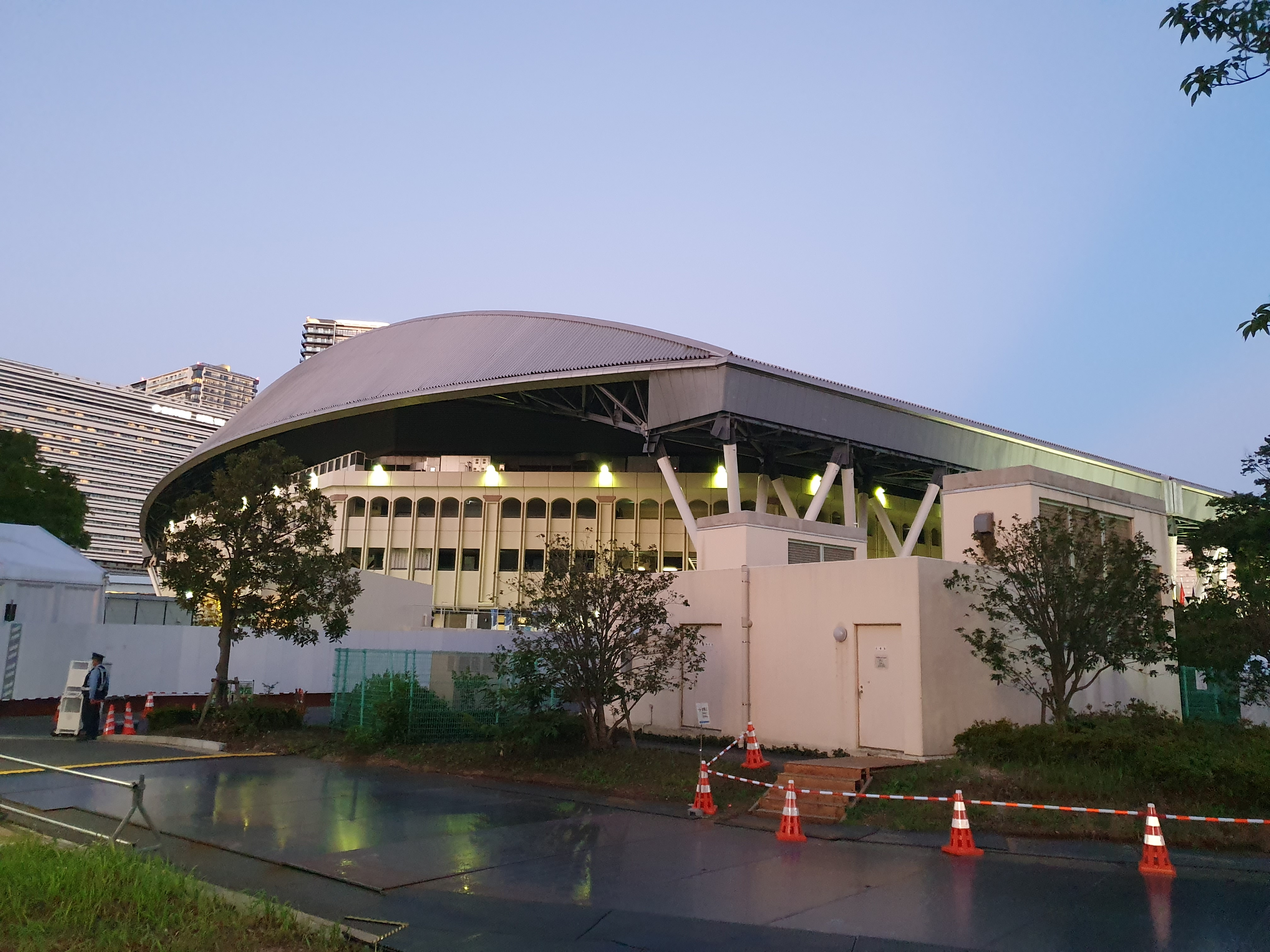
2020年東京オリンピックの時

テニスの国際大会である「ジャパン・オープン」「東レパンパシフィック」（2008年より）、および日本の大会である「全日本選手権」といった規模の大きな大会ではセンターコートとして、有明テニスの森公園の複数のコートと共に使用され、日本におけるテニスの中心的施設となっている。国別対抗戦「デビスカップ」および「ビリー・ジーン・キング・カップ」の日本での開催時においても使用されることがある。屋根を閉じて競技を行う場合もある。
2020年東京オリンピック・パラリンピックではテニス競技のメインコートとして使用された（競技会場としては「有明テニスの森」の一部）。

### 格闘技会場として
田園コロシアムと同様にプロレス・格闘技の試合会場としても使用されており、まだ屋根がなかった時代より興行が行われていた。
プロレスでは1988年5月8日の新日本プロレスが初使用した（メインは藤波辰巳 VS ビッグバン・ベイダーのIWGPヘビー級選手権）。新日本は1987年12月27日に起こった暴動騒ぎで使用禁止にされた両国国技館に代わるビッグマッチ会場として考えており、7月29日にも使用し闘魂三銃士として初の6人タッグなどが組まれたが、国技館使用禁止が翌年に解除されたこともあり、新日本の使用は2回のみで終わった。
8月13日にはUWFも興行を開き（メインは前田日明 VS ジェラルド・ゴルドー）、その後前田らがUWFから分かれる形で旗揚げされたリングスが常打ちとして使用した。FMWや闘龍門JAPAN、みちのくプロレスもビッグマッチで使用した。
2000年に旗揚げされた、本社機能を当地の近隣であるディファ有明に置いていたプロレスリング・ノアは、12月23日に初のビッグマッチを開催している（メインは小橋建太 VS 秋山準）。以来、2002年以降日本武道館でのビッグマッチ定期開催となるまでは当地で定期的に興行を打ったほか、2009年の武道館撤退後も経営がノア・グローバルエンタテインメントに変わる2016年までビッグマッチは当地で行った。
女子プロレスでも主に1990年代の団体対抗戦が行われ、全日本女子プロレスから分かれたアルシオン→AtoZもビッグマッチで使用した。2023年には東京女子プロレスが6年半ぶりのプロレス興行としてビッグマッチを行った。
ファイティング・オペラ「ハッスル」の最大のイベントでもある「ハッスルマニア」は通常横浜アリーナで開催していたが、2008年に限り有明コロシアムを使用した。
アメリカのWWEの日本公演で使用された実績もある。
プロボクシングでは、1992年12月11日の鬼塚勝也 VS アルマンド・カストロのWBA世界スーパーフライ級タイトルマッチを皮切りにダブル世界戦・トリプル世界戦などの国際タイトルマッチで使用されている。タイトルマッチ以外でも、ロンドン五輪金メダリスト村田諒太のプロデビュー戦が2013年8月25日に行われた。
その他にも格闘技では「K-1」や「戦極」が行われていた。また、ゆでたまごの格闘技漫画「キン肉マンII世」にも登場している。

### 屋内アリーナとして

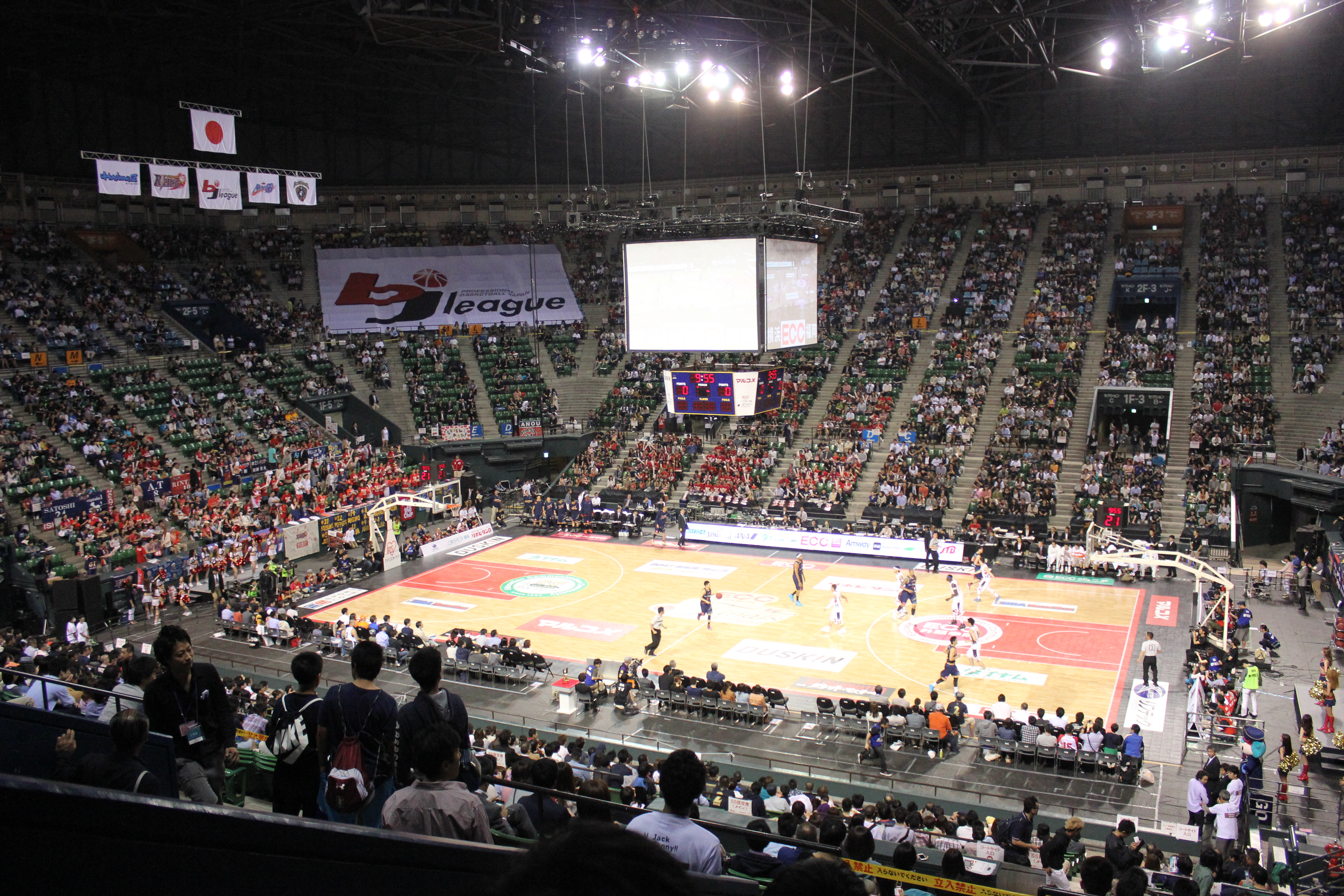
bjリーグ 2012-13 ファイナル。

プロバスケットボールbjリーグでは、プレイオフである「ファイナル4」の会場として使用されており、2008-09シーズンまでは同リーグに所属する東京アパッチが本拠地として使用していた。また、旧日本リーグ時代のオールスターゲームも開催されたことがある。
bjリーグがプロリーグ統一により消滅して以降は改修工事によりバスケットでは使用されなかったが、2023年の第98回天皇杯の決勝戦で使用された。
バレーボールでは、国際大会である「ワールドグランプリ」および「ワールドリーグ」、またVリーグ1部である「プレミアリーグ」のセミファイナルラウンドが現在までに開催されている。
その他、球技ではこれまで全日本フットサル選手権大会が開催されている。まれには社交ダンス競技会実施もあった。冬季にはアイスリンクが設置され、アイスショーが開催されている。また、スポーツ以外にもコンサートなど各種イベントに利用されている。
フジテレビ系列で2006年に開催された『ワンナイR&R』の「2006ゴリエ全日本チアダンス選手権」の決勝大会が行われた。

## 交通
- ゆりかもめ有明駅下車徒歩8分又は有明テニスの森駅下車徒歩10分
- りんかい線国際展示場駅下車徒歩5分
- 東京メトロ東西線門前仲町駅又は東京メトロ有楽町線豊洲駅から都営バス［海01］で有明テニスの森停留所下車
- 東京駅八重洲口（八重洲南口バスターミナル）から都営バス［東16］で有明テニスの森停留所下車
- 東京駅丸の内口（丸の内南口バスターミナル）から都営バス［都05］で有明テニスの森停留所下車
- 新橋駅（BRT新橋のりば）から東京BRTで有明テニスの森停留所下車

なお、有明テニスの森公園の駐車場は台数が限られている。稀に関係者駐車場を一般開放する場合があるが、開放は各イベント主催者の判断に任されており、収容台数も少ない。周辺には臨時駐車場や国道357号南側に各ビルの駐車場が存在する。